# Anisocanthon pygmaeus
Anisocanthon pygmaeus е вид насекомо от семейство Листороги бръмбари (Scarabaeidae).

## Разпространение
Видът е разпространен в Аржентина (Буенос Айрес, Ентре Риос и Санта Фе) и Бразилия (Рио Гранди до Сул).